# ジャスパー・モリソン
ジャスパー・モリソン（Jasper Morrison, 1959年 - ）は、ロンドン出身のプロダクトデザイナーである。ロンドン王立芸術学院を卒業後、ベルリンにてデザインを学び、1986年にデザイン事務所Office for Designを設立する。東京・ロンドン・パリに居住しながら世界各地を移動し、家具から交通機関まで、多岐に渡るデザインを手がける。簡潔かつ、変わらぬ価値を持ち続ける普遍的なデザインに特徴がある。現在最も影響力のあるプロダクトデザイナーの一人である。

## おもな作品

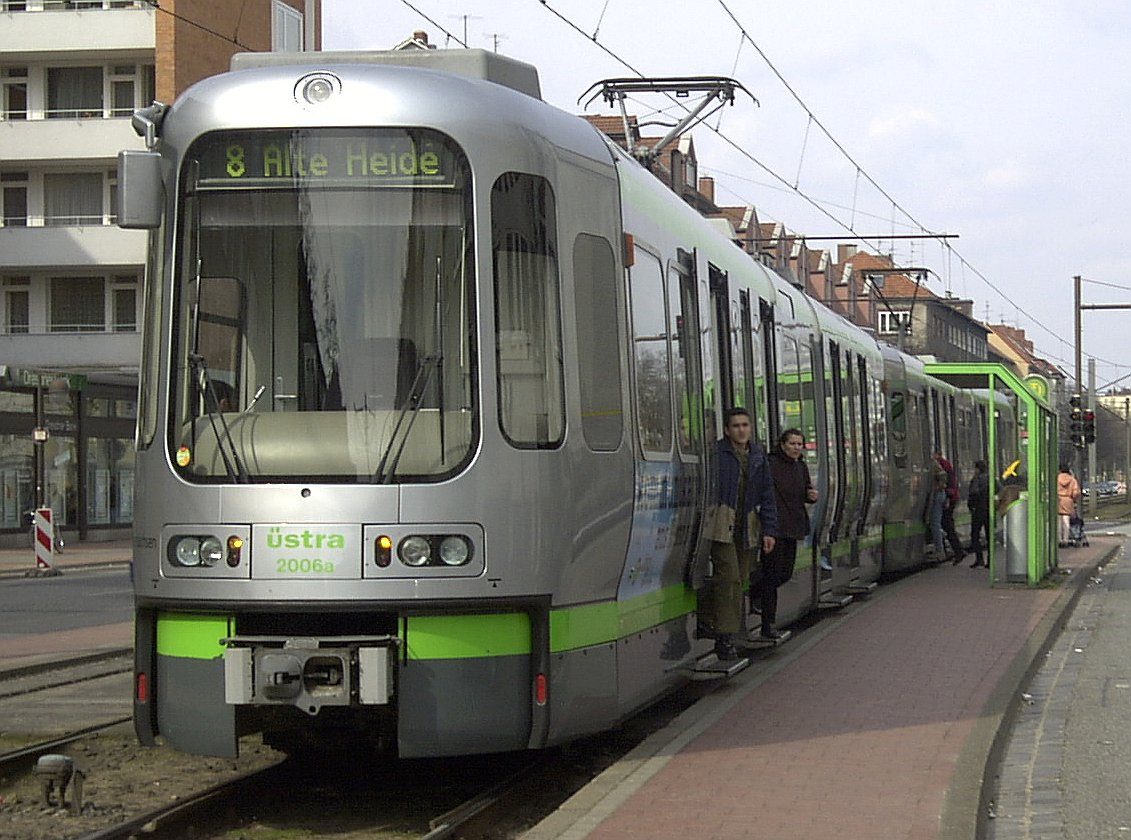
トラム「TW 2000」

- MAGIS 「Air-Chair（エアチェア）」
- Vitra 「Ply-Chair（プライチェア）」
- FLOS 「Glo-Ball（グロボール）」
- 無印良品 「ふっくら成型ソファ」「置き型時計」など。
- ドイツ・ハノーファー市のトラム「TW 2000」（iFデザイン賞、運送デザイン賞、エコロジー賞受賞）
- 白井屋ホテルの宿泊室[2]